# Circus Ciniselli

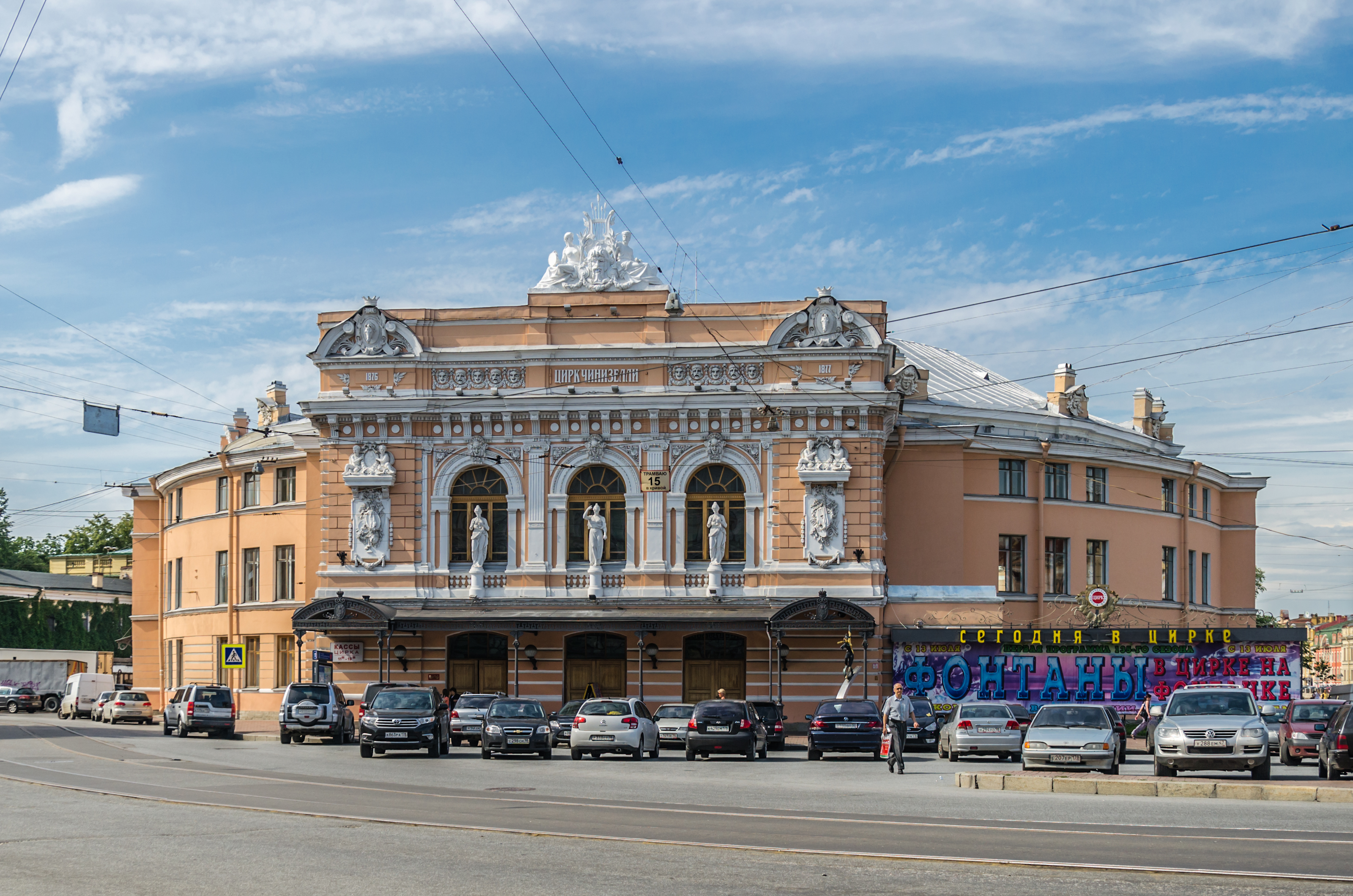
Circus Ciniselli, 2004

Der Circus Ciniselli (Russisch: Цирк Чинизелли) war der erste als fester Steinbau errichtete Zirkus in Russland. Er liegt in Sankt Petersburg am Ufer des linken Newa-Armes Fontanka. Das noch vorhandene Gebäude wurde am 26. Dezember 1877 eröffnet. Es verfügt über eine Manege mit 13 Metern Durchmesser und Stallungen für etwa 150 Pferde. Der Architekt war Wassili Kenel.

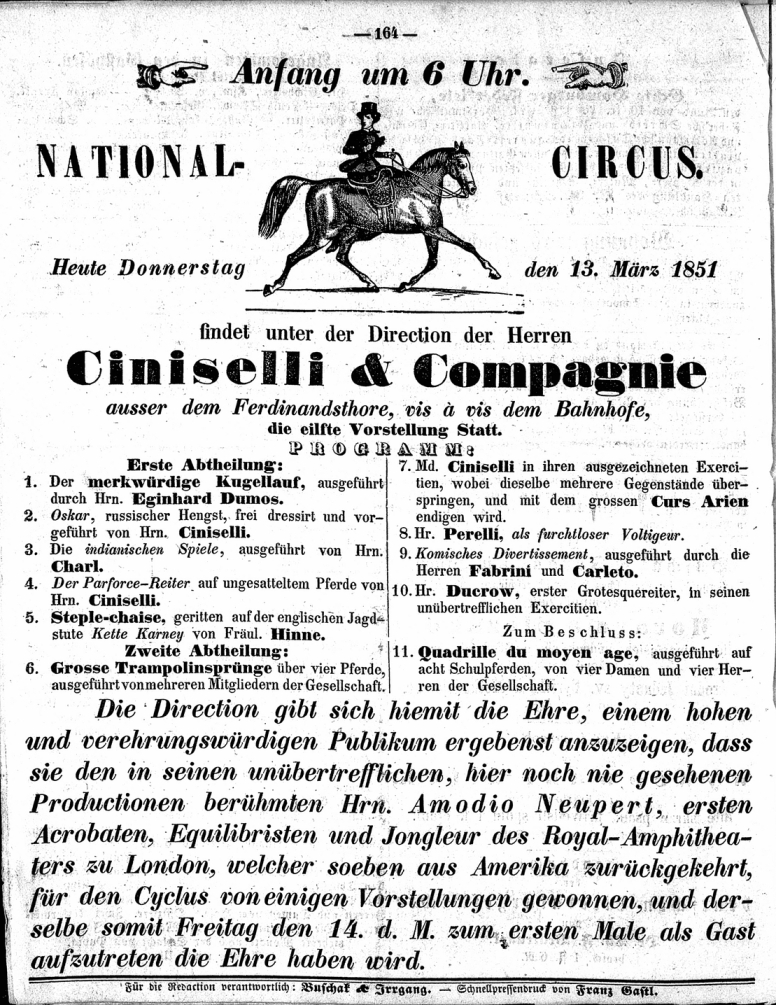
Ankündigung Brünn, 1851

Der italienische Zirkuskünstler Gaetano Ciniselli (1815–1881) besuchte Sankt Petersburg erstmals im Jahre 1847 als Mitglied der Zirkustruppe von Alessandro Guerra. Im Jahre 1869 kam er zusammen mit seinem Schwager Carl-Magnus Hinne wieder nach Russland und trat in Vorstellungen in Moskau und Sankt Petersburg auf. Ciniselli blieb nun in Russland und übernahm im Jahr 1875 die beiden Zirkusstandorte von Hinne.
Die Ciniselli-Familie leitete die Zirkusbetriebe bis zu ihrer Emigration im Jahr 1921. Sie hatten die Gebäude oft für Unterhaltungs-Veranstaltungen mit hoher Besucherzahl vermietet, so etwa für die World Wrestling Championship im Jahr 1898 oder auch Max Reinhardts Produktion von König Ödipus im Jahr 1911.
In zwei Sälen des Gebäudes befindet sich seit 1928 das erste Zirkusmuseum der Welt, in dem im Jahr 2002 mehr als 80.000 Gegenstände ausgestellt waren.